# Кингс (приток Куинна)
Кингс (англ. Kings River) — река в США, правый приток реки Куинн. Длина — 64 км (40 миль).

## Течение
Берёт начало к западу от пика Дизастер в горах Траут-Крик, административно в округе Гумбольдт, Невада, у границы с Орегоном. Начинает течь на северо-запад, пересекая границу и попадая в округ Харни, после чего резко поворачивает на юг и возвращается в Неваду. Протекает между горами Билк-Крик справа и горами Монтана, а затем Дабл-Эйч слева, пока не впадает в озёра Куинн-Ривер, откуда попадает в Куинн. Дренирует отдаленную засушливую местность на северо-западе Большого Бассейна, в пустыне Блэк-Рок. Высота устья — 1254 м над уровнем моря.